# Arboretum de Chamberet
El Arboreto de Chamberet (francés: Arboretum de Chamberet , es un arboreto de 10 hectáreas de extensión, que se encuentra en Chamberet, Francia.

## Localización
El arboreto se ubica en el "Parc d'Angle" de Chamberet.
Arboretum de Chamberet Le Bourg 19290 Chamberet, Département de Corrèze, Limousin, France-Francia.
Está abierto al público y no se paga tarifa de visita. Está cerrado de diciembre a marzo.

## Historia
El parque y su arboreto fueron establecidos en el siglo XIX, y actualmente contienen cerca de 115 especies de árboles y arbustos.

## Colecciones
El arboreto alberga 105 variedades de árboles, incluyendo: 
- Especies de árboles nativos de Lemosín Fagus, abedules, robles, castaños etc.
- Árboles exóticos tales como Araucaria araucana de Chile, ciprés calvo, catalpas y abeto de douglas.
- Árboles frutales con 60 variedades de árboles frutales,
- Colección de bambús,
- Dos ciénagas de Turba
- Laguna con nenúfares.[2]

Además hay una "casa del árbol" hecha de troncos de árboles dedicada a exposiciones de la naturaleza, « Les roulottes des Monédières », minigolf.